# Peter Odemwingie
Peter Osaze Petrovich Odemwingie (Taskent, Uzbekistán, 15 de julio de 1981) es un exfutbolista nacido en la entonces URSS de Uzbekistán, hijo de una médica rusa y un médico nigeriano; se crio entre Rusia y Nigeria. Jugaba de delantero y su último equipo fue el Madura United de la Super Liga de Indonesia. Además fue internacional con la Selección de Nigeria, representando al país donde nació su padre y para la que decidió jugar sobre Rusia o Uzbekistán.

## Selección nacional
Ha sido internacional con la selección de Nigeria en 62 partidos y ha anotado 11 goles.
El 6 de mayo de 2014 fue incluido por el entrenador de la selección nigeriana Stephen Keshi en la lista provisional de 30 jugadores que iniciarán los entrenamientos con miras a la Copa Mundial de Fútbol de 2014. El 2 de junio se confirmó su inclusión en la nómina definitiva de 23 jugadores.

### Participaciones enCopa Mundial de Fútbol
| Mundial                        | Sede      | Resultado        |
| ------------------------------ | --------- | ---------------- |
| Copa Mundial de Fútbol de 2010 | Sudáfrica | Fase de grupos   |
| Copa Mundial de Fútbol de 2014 | Brasil    | Octavos de final |

### Participaciones Internacionales
| Torneo                         | Sede   | Resultado        |
| ------------------------------ | ------ | ---------------- |
| Copa Africana de Naciones 2004 | Túnez  | Tercer lugar     |
| Copa Africana de Naciones 2006 | Egipto | Tercer lugar     |
| Juegos Olímpicos de Pekín 2008 | China  | Subcampeón       |
| Copa Africana de Naciones 2008 | Ghana  | Cuartos de final |
| Copa Africana de Naciones 2010 | Angola | Tercer lugar     |

## Clubes
| Club                 | País       | Año       |
| -------------------- | ---------- | --------- |
| CSKA Moscú           | Rusia      | 1998-1999 |
| Bendel Insurance     | Nigeria    | 1999-2002 |
| RAA La Louviere      | Bélgica    | 2002-2005 |
| Lille OSC            | Francia    | 2005-2007 |
| Lokomotiv Moscú      | Rusia      | 2007-2010 |
| West Bromwich Albion | Inglaterra | 2010-2013 |
| Cardiff City         | Gales      | 2013-2014 |
| Stoke City           | Inglaterra | 2014-2015 |
| Bristol City         | Inglaterra | 2015-2016 |
| Rotherham United     | Inglaterra | 2016-2017 |
| Madura United        | Indonesia  | 2017-2018 |